# Football League One 2015-16
La English Football League Championship 2015-16, también llamada Sky Bet Championship, por razones de patrocinio, es la décima primera edición de la segunda división inglesa desde su fundación en 2004. Un total de 24 equipos disputarán la liga, incluyendo 18 equipos de la Football League Championship 2014-15, tres relegados de la Premier League 2014-15 y tres promovidos del Football League One 2014-15.

## Ascensos y descensos
| Pos | a EFL League One |
| --- | ---------------- |
| 1º  | Burton Albion    |
| 2º  | Shrewsbury Town  |
| 3º  | Bury             |
| 4º  | Southend United  |

| Pos | a EFL League One |
| --- | ---------------- |
| 22º | Millwall         |
| 23º | Wigan Athletic   |
| 24º | Blackpool        |

| Pos | a EFL Championship |
| --- | ------------------ |
| 1º  | Bristol City       |
| 2º  | Milton Keynes Dons |
| 3º  | Preston North End  |

| Pos | a EFL League Two |
| --- | ---------------- |
| 21º | Notts County     |
| 22º | Crawley Town     |
| 23º | Leyton Orient    |
| 24º | Yeovil Town      |

## Equipos de la temporada 2016-17
Bury

Oldham Athletic

Rochdale

Wigan Athletic

### Estadios y ciudades
| Equipo                   | Ubicación                 | Estadio                        | Capacidad |
| ------------------------ | ------------------------- | ------------------------------ | --------- |
| Barnsley F.C.            | Barnsley                  | Oakwell                        | 23,009    |
| Blackpool F.C.           | Blackpool                 | Bloomfield Road                | 16,750    |
| Bradford City F.C.       | Bradford                  | Valley Parade                  | 25,136    |
| Burton Albion F.C.       | Burton-upon-Trent         | Pirelli Stadium                | 6,912     |
| Bury F.C.                | Bury                      | Gigg Lane                      | 12,500    |
| Chesterfield F.C.        | Chesterfield              | Proact Stadium                 | 10,400    |
| Colchester United F.C.   | Colchester                | Weston Homes Community Stadium | 10,105    |
| Coventry City F.C.       | Coventry                  | Ricoh Arena                    | 32,500    |
| Crewe Alexandra F.C.     | Crewe                     | Gresty Road                    | 10,066    |
| Doncaster Rovers F.C.    | Doncaster                 | Keepmoat Stadium               | 15,231    |
| Fleetwood Town F.C.      | Fleetwood                 | Highbury Stadium               | 5,311     |
| Gillingham F.C.          | Gillingham                | Priestfield Stadium            | 11,582    |
| Millwall F.C.            | London (South Bermondsey) | The Den                        | 20,146    |
| Oldham Athletic F.C.     | Oldham                    | Boundary Park                  | 13,309    |
| Peterborough United F.C. | Peterborough              | Abax Stadium                   | 14,319    |
| Port Vale F.C.           | Stoke-on-Trent            | Vale Park                      | 18,947    |
| Rochdale F.C.            | Rochdale                  | Spotland Stadium               | 10,249    |
| Scunthorpe United F.C.   | Scunthorpe                | Glanford Park                  | 9,183     |
| Sheffield United F.C.    | Sheffield                 | Bramall Lane                   | 32,702    |
| Shrewsbury Town F.C.     | Shrewsbury                | New Meadow                     | 9,875     |
| Southend United F.C.     | Southend                  | Roots Hall                     | 12,392    |
| Swindon Town F.C.        | Swindon                   | County Ground                  | 15,728    |
| Walsall F.C.             | Walsall                   | Bescot Stadium                 | 11,300    |
| Wigan Athletic F.C.      | Wigan                     | DW Stadium                     | 25,138    |

### Cambio de entrenadores
| width-200Equipo     | Entrenador saliente     | Forma de salida           | Fecha de salida          | Posición en la tabla | Entrenador entrante            | Fecha de nombramiento    |
| ------------------- | ----------------------- | ------------------------- | ------------------------ | -------------------- | ------------------------------ | ------------------------ |
| Blackpool           | Lee Clark               | Resignado                 | 9 de mayo de 2015        | Pretemporada         | Neil McDonald                  | 2 de junio de 2015       |
| Chesterfield        | Paul Cook               | Firma por el Portsmouth   | 12 de mayo de 2015       | Pretemporada         | Dean Saunders                  | 13 de mayo de 2015       |
| Sheffield United    | Nigel Clough            | Despedido                 | 25 de mayo de 2015       | Pretemporada         | Nigel Adkins                   | 2 de junio de 2015       |
| Peterborough United | Dave Robertson          | Despedido                 | 6 de septiembre de 2015  | 20°                  | Graham Westley                 | 21 de septiembre de 2015 |
| Doncaster Rovers    | Paul Dickov             | Despedido                 | 8 de septiembre de 2015  | 17°                  | Rob Jones (interino)           | 8 de septiembre de 2015  |
| Oldham Athletic     | Darren Kelly            | Despedido                 | 12 de septiembre de 2015 | 19°                  | David Dunn (interino)          | 13 de septiembre de 2015 |
| Oldham Athletic     | David Dunn (interino)   | Cambio de contrato        | 7 de octubre de 2015     | 18°                  | David Dunn                     | 7 de octubre de 2015     |
| Doncaster Rovers    | Rob Jones               | Fin del interinato        | 16 de octubre de 2015    | 20°                  | Darren Ferguson                | 16 de octubre de 2015    |
| Chesterfield        | Dean Saunders           | Despedido                 | 28 de noviembre de 2015  | 16°                  | Danny Wilson                   | 24 de diciembre de 2015  |
| Walsall             | Dean Smith              | Firma por el Brentford    | 30 de noviembre de 2015  | 4°                   | John Ward (interim)            | 30 de noviembre de 2015  |
| Burton Albion       | Jimmy Floyd Hasselbaink | Firma por el QPR          | 4 de diciembre de 2015   | 1°                   | Nigel Clough                   | 5 de diciembre de 2015   |
| Walsall             | John Ward (interino)    | Fin del interinato        | 18 de diciembre de 2015  | 3°                   | Sean O'Driscoll                | 18 de diciembre de 2015  |
| Oldham Athletic     | David Dunn              | Despedido                 | 12 de enero de 2016      | 22°                  | John Sheridan                  | 13 de enero de 2016      |
| Barnsley            | Lee Johnson             | Firma por el Bristol City | 6 de febrero de 2016     | 12°                  | Paul Heckingbottom (Vigilante) | 12 de febrero de 2016    |
| Walsall             | Sean O'Driscoll         | Despedido                 | 6 de marzo de 2016       | 4°                   | John Whitney (interim)         | 7 de marzo de 2016       |
| Peterborough United | Graham Westley          | Despedido                 | 23 de abril de 2016      | 14°                  |                                |                          |

## Clasificación
|  |     | Equipo                 | PJ | PG | PE | PP | GF | GC  | DG  | PTS |
|  | --- | ---------------------- | -- | -- | -- | -- | -- | --- | --- | --- |
|  | 1.  | Wigan Athletic (C) (A) | 46 | 24 | 15 | 7  | 82 | 45  | +37 | 87  |
|  | 2.  | Burton Albion (A)      | 46 | 25 | 10 | 11 | 57 | 37  | +20 | 85  |
|  | 3.  | Walsall                | 46 | 24 | 12 | 10 | 71 | 49  | +22 | 84  |
|  | 4.  | Millwall               | 46 | 24 | 9  | 13 | 73 | 49  | +24 | 81  |
|  | 5.  | Bradford City          | 46 | 23 | 11 | 12 | 55 | 40  | +15 | 80  |
|  | 6.  | Barnsley (A)           | 46 | 22 | 8  | 16 | 70 | 54  | +16 | 74  |
|  | 7.  | Scunthorpe United      | 46 | 21 | 11 | 14 | 60 | 47  | +13 | 74  |
|  | 8.  | Coventry City          | 46 | 19 | 12 | 15 | 67 | 49  | +18 | 69  |
|  | 9.  | Gillingham             | 46 | 19 | 12 | 15 | 71 | 56  | +15 | 69  |
|  | 10. | Rochdale               | 46 | 19 | 12 | 15 | 68 | 61  | +7  | 69  |
|  | 11. | Sheffield United       | 46 | 19 | 12 | 16 | 64 | 59  | +5  | 66  |
|  | 12. | Port Vale              | 46 | 19 | 11 | 17 | 56 | 58  | -2  | 65  |
|  | 13. | Peterborough United    | 46 | 19 | 6  | 21 | 82 | 73  | +9  | 63  |
|  | 14. | Southend United        | 46 | 16 | 11 | 19 | 58 | 64  | -6  | 59  |
|  | 15. | Swindon Town           | 46 | 16 | 11 | 19 | 64 | 71  | -7  | 59  |
|  | 16. | Bury                   | 46 | 16 | 12 | 18 | 56 | 73  | -17 | 57  |
|  | 17. | Oldham Athletic        | 46 | 12 | 18 | 16 | 44 | 58  | -14 | 54  |
|  | 18. | Chesterfield           | 46 | 15 | 8  | 23 | 58 | 70  | -12 | 53  |
|  | 19. | Fleetwood Town         | 46 | 12 | 15 | 19 | 52 | 56  | -4  | 51  |
|  | 20. | Shrewsbury Town        | 46 | 13 | 11 | 22 | 58 | 79  | -21 | 50  |
|  | 21. | Doncaster Rovers (D)   | 46 | 11 | 13 | 22 | 48 | 64  | -16 | 46  |
|  | 22. | Blackpool (D)          | 46 | 12 | 10 | 24 | 40 | 63  | -23 | 46  |
|  | 23. | Colchester United (D)  | 46 | 9  | 13 | 24 | 57 | 100 | -43 | 40  |
|  | 24. | Crewe Alexandra (D)    | 46 | 7  | 13 | 26 | 46 | 83  | -37 | 34  |

|  | Ascendieron a la EFL Championship.        |
|  | Clasificaron para el play-off de ascenso. |
|  | Descendieron a la EFL League Two.         |

## Play-offs por el tercer ascenso a laEFL Championship
|  | Semifinales   | Semifinales | Semifinales | Semifinales |   |          | Final | Final |  |
|  |               |             |             |             |   |          |       |       |  |
|  |               |             |             |             |   |          |       |       |  |
|  | Walsall       | 0           | 1           | 1           |   |          |       |       |  |
|  | Walsall       | 0           | 1           | 1           |   |          |       |       |  |
|  | Barnsley      | 3           | 3           | 6           |   |          |       |       |  |
|  | Barnsley      | 3           | 3           | 6           |   | Barnsley | 3     |       |  |
|  |               |             |             |             |   | Barnsley | 3     |       |  |
|  |               |             | Millwall    | 1           |   |          |       |       |  |
|  | Millwall      | 3           | Millwall    | 1           | 4 | 4        |       |       |  |
|  | Millwall      | 3           |             |             | 4 | 4        |       |       |  |
|  | Bradford City | 1           | 1           | 2           |   |          |       |       |  |
|  | Bradford City | 1           | 1           | 2           |   |          |       |       |  |
|  |               |             |             |             |   |          |       |       |  |

### Semifinales
| 14 de mayo de 2016, 17:30 | Barnsley                                  | 3:0     | Walsall | Oakwell Stadium, Barnsley                                |                                                          |
|                           | - Demetriou 45' (o.g.) - Winnall 54' (55) | Reporte |         | Asistencia: 16,051 espectadores Árbitro(s): Peter Bankes | Asistencia: 16,051 espectadores Árbitro(s): Peter Bankes |

| 15 de mayo de 2016, 12:15 | Bradford City        | 1:3     | Millwall                                    | Coral Windows Stadium, Bradford                             |                                                             |
|                           | - McMahon 13' (pen.) | Reporte | - 15' Gregory - 34' Morison - 45' J. Martin | Asistencia: 19,241 espectadores Árbitro(s): Dean Whitestone | Asistencia: 19,241 espectadores Árbitro(s): Dean Whitestone |

| 19 de mayo de 2016, 19:45 | Walsall    | 1:3     | Barnsley                                     | Banks's Stadium, Walsall                                  |                                                           |
|                           | - Cook 85' | Reporte | - 18' Hammill - 66' Fletcher - 90' Brownhill | Asistencia: 8,022 espectadores Árbitro(s): Darren Deadman | Asistencia: 8,022 espectadores Árbitro(s): Darren Deadman |

| 20 de mayo de 2016, 19:45 | Millwall      | 1:1     | Bradford City | The Den, Londres                                         |                                                          |
|                           | - Gregory 34' | Reporte | - 44' Proctor | Asistencia: 16,301 espectadores Árbitro(s): Tim Robinson | Asistencia: 16,301 espectadores Árbitro(s): Tim Robinson |

### Final
| 29 de mayo de 2016, 15:00 | Barnsley                                  | 3:1     | Millwall      | Estadio de Wembley, Londres                                |                                                            |
|                           | - Fletcher 2' - Hammill 19' - Isgrove 74' | Reporte | - 34' Beevers | Asistencia: 51,277 espectadores Árbitro(s): Stuart Attwell | Asistencia: 51,277 espectadores Árbitro(s): Stuart Attwell |

## Máximos goleadores
| Rango | Jugador        | Club              | Goles |
| ----- | -------------- | ----------------- | ----- |
| 1     | Will Grigg     | Wigan Athletic    | 25    |
| 2     | Nicky Ajose    | Swindon Town      | 24    |
| 3     | Sam Winnall    | Barnsley          | 21    |
| 3     | Billy Sharp    | Sheffield United  | 21    |
| 5     | Patrick Madden | Scunthorpe United | 20    |
| 5     | Adam Armstrong | Coventry City     | 20    |
| 7     | Lee Gregory    | Millwall          | 18    |
| 8     | Tom Bradshaw   | Walsall           | 17    |
| 9     | Steve Morison  | Millwall          | 15    |
| 9     | Leon Clarke    | Bury              | 15    |

## Premios Mensuales
| Mes        | Entrenador Del Mes      | Entrenador Del Mes  | Jugador Del Mes | Jugador Del Mes  | Referencia    |
| Mes        | Entrenador              | Club                | Jugador         | Club             | Referencia    |
| ---------- | ----------------------- | ------------------- | --------------- | ---------------- | ------------- |
| Agosto     | Dean Smith              | Walsall             | Adam Armstrong  | Coventry City    | [ 26 ] [ 27 ] |
| Septiembre | Jimmy Floyd Hasselbaink | Burton Albion       | Peter Vincenti  | Rochdale         | [ 28 ] [ 29 ] |
| Octubre    | Mark Robins             | Scunthorpe United   | Aiden O'Brien   | Millwall         | [ 30 ] [ 31 ] |
| Noviembre  | Graham Westley          | Peterborough United | Jacob Murphy    | Coventry City    | [ 32 ] [ 33 ] |
| Diciembre  | Nigel Adkins            | Sheffield United    | Andy Williams   | Doncaster Rovers | [ 34 ] [ 35 ] |
| Enero      | Lee Johnson             | Barnsley            | Sam Winnall     | Barnsley         | [ 36 ] [ 37 ] |
| Febrero    | Gary Caldwell           | Wigan Athletic      | Jordan Archer   | Millwall         | [ 38 ] [ 39 ] |
| Marzo      | Paul Heckingbottom      | Barnsley            | Sullay Kaikai   | Shrewsbury Town  | [ 40 ] [ 41 ] |
| Abril      | Graham Alexander        | Scunthorpe United   | Will Grigg      | Wigan Athletic   | [ 42 ] [ 43 ] |